# Разум
Разум (на латински: ratio) означава висша степен на познавателна дейност, способност за логическо и абстрактно мислене. С други думи, разумът е способността за обобщаване, осмисляне на общите закономерности. Представлява колективно свойство на интелекта и съзнанието и е тясно свързан с мисленето, въображението, паметта, емоциите и волята. Проявява се като правилност на съжденията.
В по-общ смисъл разумът включва способността за познание на смисъла на нещата и истината изобщо – нравствена, религиозна и т.н. От тази гледна точка разумът е сроден на мъдростта, съвестта и интуицията. Проявява се като правилност на поведението.
Разумът е една от най-важните черти на личността, поради което е пряко свързан със самосъзнанието – способността на субекта да разпознава себе си и да осъзнава своята уникалност и неповторимост.
Според съвременния материализъм мозъкът и разумът са две различни неща: мозъкът е органът на мисленето, а разумът представлява способността на мозъка да създава мисловни процеси.
Разумът е възможността на естествено възникнал и автономно съществуващ материален субект да саморазпознава себе си и своята уникалност сред всички останали материални субекти във Вселената.

## Разум и език
Езикът е средство за общуване между хората. Речта служи за изразяване на мислите и е основният начин за предаване на идеи във вид, разбираем от други разумни същества. Затова много често се слага знак за равенство между разума и речта. Умението да говориш се смята за съществена характеристика на разума. Все пак пълно равенство между двете понятия няма. От медицината са известни заболявания, които лишават човека от реч, без да увреждат разума.
В миналото е била широко приета тезата, че мисълта представлява вътрешна реч, тоест думи, които не са изговорени на глас. Много съвременни философи обаче не споделят тази гледна точка, тъй като тя прекалено опростява проблема за отношението между разума и езика. Съвременните наблюдения показват, че има различни типове мислене, при което ролята на думите се изпълнява от други символи, например образи (картинки) или жестове (движения). Хората със сходен тип мислене често избират сходни професии. Например повечето математици мислят чрез образи. Мисленето чрез думи е особено характерно за философите. Тъй като по професионални причини философите най-много пишат по тези проблеми, обяснимо е, че другите видове мислене са останали в сянка, докато по-задълбочените изследвания са довели до тяхното откриване.

## Разум и логика
Логиката е науката за формите на мисленето — понятията, съжденията и умозаключенията. Тя изследва методите за разсъждаване, чрез които от едни твърдения могат да се извеждат други. В този смисъл логиката е учение за истината и анализ на мисленето и езика. Логиката и разумът са различни неща. Логиката е много важен аспект на разума, но не е целият разум. Разумът включва още умението да се правят правдоподобни предположения при наличие на недостатъчно данни, по силата на умствени навици, изградени въз основа на минал опит и придобити познания за света (т. нар. „здрав разум“). Тук влиза знанието за това, кои неща са възможни и кои са повече или по-малко вероятни.
Понятието за разума няма точно определени граници. Понякога към него се отнасят и качества като благоразумие, предпазливост, разсъдливост, далновидност, проницателност (т. нар. практически разум). Тъй като разумът е един от главните фактори, определящи поведението на хората, той неминуемо се преплита с въпросите на етиката.
Към разума понякога се причислява и мъдростта. Двете понятия обаче не съвпадат. Мъдростта е висша степен на разума при възможно най-широкото разбиране на последния, пълно развитие на всички негови заложби — познавателни, практически и нравствени.
Разграничаването на понятията логика, разум и език е извършено от древногръцкия философ Аристотел.

## Разум и емоции
Много често в литературата разумът е противопоставян на чувствата (емоциите). В ученията на Платон, Жан-Жак Русо и Фридрих Ницше се изразява становището, че между разума и емоциите на човека няма непременно противоречие – емоцията е следствие от ценностната система на човека, а тя от своя страна се гради съзнателно, като човек се стреми да узнае източника на чувствата и да ги обясни рационално.

## Разум и материя
Основният въпрос във философията е: "Кое е първичното – разумът или материята?". Отговорът на този въпрос разделя философските учения на два типа – материалистически и идеалистически. Според материализма разумът е продукт на високоорганизираната материя (мозъка), а идеите са отражения на материалните обекти от външния свят. Според идеализма материята е създадена от разума, а материалните обекти са само подобия (сенки) на идеите.